# Edda prosaica
La Edda prosaica, conocida también como Edda menor o Edda de Snorri, es un manual de poética islandés que contiene además muchas historias mitológicas. Su propósito fue permitir a los poetas y lectores islandeses entender la sutileza del verso aliterativo y comprender el significado detrás de los muchos kenningars que se usaban en la poesía escáldica.

## Contenido
Fue escrita por el erudito e historiador islandés Snorri Sturluson hacia el año 1220. Sobrevivió en siete manuscritos principales, escritos entre 1300 y 1600.
La Edda prosaica consiste en tres diferentes secciones: Gylfaginning (c. 20 000 palabras), Skáldskaparmál (c. 50 000 palabras) y Háttatal (c. 20  000 palabras), además de una introducción llamada Bragarædur:

La primera (Bragarædur) es una introducción evemerista, la segunda (Gylfaginning) expone bajo la forma de la visión de un imaginario rey Gylfi un tratado de mitología, la tercera (Skáldskaparmál), que forma en volumen la mitad de la obra y la cuarta (Háttatál) son compendios de metros escáldicos y recursos de expresión. Snorri Sturluson usó no sólo la Edda poética, sino diversas fuentes que nos son desconocidas y parece claro que conocía versiones diversas de una misma leyenda.
Díez de Velasco Abellán, Francisco

El mismo autor, Diez de Velasco, señala que mediante la Edda en prosa, Sturluson intentaba que la poesía cortesana escáldica no desapareciera por incompetencia o desconocimiento de los poetas contemporáneos. Debido a la rigidez del arte compositivo escáldico, se requería un conocimiento profundo de la mitología pero también de los recursos métricos y de expresión.
Tanto Gylfaginning o alucinación de Gylfi, como Völuspá, poema perteneciente a la Edda mayor, aportan una visión completa sobre el proceso cosmogónico de la Mitología nórdica.